# Comptosia wilkinsi
Comptosia wilkinsi är en tvåvingeart som beskrevs av Edwards 1934. Comptosia wilkinsi ingår i släktet Comptosia och familjen svävflugor. Inga underarter finns listade i Catalogue of Life.